# العلاقات الألمانية التركية
العلاقات الألمانية التركية هي العلاقات الثنائية التي تجمع بين ألمانيا وتركيا.

## مقارنة بين البلدين
هذه مقارنة عامة ومرجعية للدولتين:
| وجه المقارنة                                              | ألمانيا                                                                              | تركيا         |
| --------------------------------------------------------- | ------------------------------------------------------------------------------------ | ------------- |
| المساحة (كم2)                                             | 357.41 ألف                                                                           | 783.56 ألف    |
| عدد السكان (نسمة)                                         | 81.29 مليون                                                                          | 80.14 مليون   |
| الكثافة السكانية (ن./كم²)                                 | 227.44                                                                               | 102.28        |
| العاصمة                                                   | بون، برلين                                                                           | أنقرة         |
| اللغة الرسمية                                             | اللغة الألمانية                                                                      | اللغة التركية |
| العملة                                                    | يورو، مارك ألماني                                                                    | ليرة تركية    |
| الناتج المحلي الإجمالي (بليون دولار)                      | 3.68 تريليون                                                                         | 851.10 مليار  |
| الناتج المحلي الإجمالي (تعادل القوة الشرائية) بليون دولار | 3.92 تريليون                                                                         | 1.57 تريليون  |
| الناتج المحلي الإجمالي الاسمي للفرد دولار أمريكي          | 41.31 ألف                                                                            | 9.12 ألف      |
| الناتج المحلي الإجمالي للفرد دولار أمريكي                 | 46.40 ألف                                                                            | 19.79 ألف     |
| مؤشر التنمية البشرية                                      | 0.926                                                                                | 0.761         |
| رمز المكالمات الدولي                                      | +49                                                                                  | +90           |
| رمز الإنترنت                                              | .de                                                                                  | .tr           |
| المنطقة الزمنية                                           | توقيت وسط أوروبا، ت ع م+01:00، ت ع م+02:00، توقيت أوروبا الوسطى المعياري (ت غ م +1) ‏ | ت ع م+03:00   |

## مدن متوأمة
في ما يلي قائمة باتفاقيات التوأمة بين مدن ألمانية وتركية:
- ترتبط غلزنكيرشن مع بيوك جكمجة باتفاقية توأمة منذ 1987.[17][17]
- ترتبط آخن مع ساريير باتفاقية توأمة منذ 1979.[18][19][20][21]
- ترتبط فايلبورغ مع قزلجة حمام [الإنجليزية]‏ باتفاقية توأمة.
- ترتبط فيزل مع قارص باتفاقية توأمة.
- ترتبط دارمشتات مع بورصة باتفاقية توأمة منذ 1968.[22][22][22][22]
- ترتبط بريمرهافن مع أورفة باتفاقية توأمة منذ 1965.
- ترتبط فرايبرغ آم نيكار مع إرزن باتفاقية توأمة.
- ترتبط بريمن مع إزمير باتفاقية توأمة منذ 1976.[23][23][23]
- ترتبط مارل مع کوش‌ آداسی باتفاقية توأمة.
- ترتبط شفايبيش هال مع بالق أسير باتفاقية توأمة منذ 16 يونيو 1989.[24]
- ترتبط كامن مع باندرمة باتفاقية توأمة.
- ترتبط ميله مع نيدا باتفاقية توأمة.
- ترتبط كولمباخ مع بورصة باتفاقية توأمة.
- ترتبط كاستروب راوكسل مع زونغولداق باتفاقية توأمة.
- ترتبط إلتساخ مع دمرة [الإنجليزية]‏ باتفاقية توأمة.
- ترتبط نورنبرغ مع أنطاليا باتفاقية توأمة منذ 1979.
- ترتبط باد غودزبرغ مع يالوفا باتفاقية توأمة منذ 1964.[25][25][25][25]
- ترتبط دورن مع Karadeniz Ereğli [الإنجليزية]‏ باتفاقية توأمة.
- ترتبط زيغبورغ مع سلجوق باتفاقية توأمة.
- ترتبط فورت مع مرماريس باتفاقية توأمة منذ 1992.[26][26][26][26]
- ترتبط كريفلد مع قيصرية باتفاقية توأمة.
- ترتبط فالتروب مع قورلة [الإنجليزية]‏ باتفاقية توأمة.
- ترتبط كاسل مع إزميد باتفاقية توأمة منذ 1958.[27]
- ترتبط لودفيغسهافن مع عنتاب باتفاقية توأمة منذ 1971.
- ترتبط برغكامن مع Taşucu [الإنجليزية]‏ باتفاقية توأمة.
- ترتبط مولهايم أن در رور مع إسطنبول باتفاقية توأمة منذ 1989.
- ترتبط فلبرت مع حجي بكتاش باتفاقية توأمة.[28]
- ترتبط Wiernsheim [الإنجليزية]‏ مع عيان جق [الإنجليزية]‏ باتفاقية توأمة.
- ترتبط هيننف مع سلجوق باتفاقية توأمة.
- ترتبط دورتموند مع طرابزون باتفاقية توأمة منذ 1973.
- ترتبط مانهايم مع بك أوغلي باتفاقية توأمة منذ 1961.
- ترتبط شونهبك مع سوك باتفاقية توأمة منذ 23 يونيو 1990.[29][29][29]
- ترتبط إرلنغن مع بشكطاش باتفاقية توأمة منذ 1964.
- ترتبط كيل مع سامسون باتفاقية توأمة منذ 22 سبتمبر 2017.[30][31][32][33]
- ترتبط Hürth [الإنجليزية]‏ مع برهانية باتفاقية توأمة.
- ترتبط موسباخ مع Finike  [لغات أخرى]‏ باتفاقية توأمة.
- ترتبط هاسلوخ مع سيليفكى باتفاقية توأمة.
- ترتبط ساربروكن مع ملطية باتفاقية توأمة منذ 1987.
- ترتبط فرانكفورت مع إسكي شهر باتفاقية توأمة منذ 11 أبريل 1988.[34][34][34][34]
- ترتبط أوسنابروك مع جنق قلعة باتفاقية توأمة منذ 2005.[35][36][37][38]
- ترتبط لونن مع بارتين باتفاقية توأمة منذ 25 مايو 2011.[39][39][39][40]
- ترتبط شفاباخ مع كيمير باتفاقية توأمة منذ 1975.
- ترتبط هلمشتيت مع Konaklı, Antalya [الإنجليزية]‏ باتفاقية توأمة.
- ترتبط بتسدورف مع دنيزلي باتفاقية توأمة.
- ترتبط ترويسدورف مع Özdere [الإنجليزية]‏ باتفاقية توأمة.
- ترتبط آلن مع أنطاكيا باتفاقية توأمة منذ 3 يونيو 1979.[41]
- ترتبط ميمينجين مع قراطاش باتفاقية توأمة منذ 3 أبريل 2009.[42][43][44][45]
- ترتبط نويشتات أن در فاينشتراسه مع ينيشهير باتفاقية توأمة منذ 1970.
- ترتبط برلين مع إسطنبول باتفاقية توأمة منذ 5 أبريل 1994.[46][46][47][47]
- ترتبط دويسبورغ مع عنتاب باتفاقية توأمة منذ 1973.
- ترتبط باد فيندسهايم مع بلجوة [الإنجليزية]‏ باتفاقية توأمة.[48]
- ترتبط بفورتسهايم مع نوشهر باتفاقية توأمة منذ 1989.
- ترتبط أوبرهاوزن مع مرسين باتفاقية توأمة منذ 20 مايو 1986.
- ترتبط Flörsheim am Main [الإنجليزية]‏ مع كوزلباغجة باتفاقية توأمة منذ 2005.[49][49][50][51]
- ترتبط ميته مع بك أوغلي باتفاقية توأمة منذ 1983.
- ترتبط غلادبيك مع ألانيا باتفاقية توأمة منذ 1988.
- ترتبط بايرويت مع تكيرداغ باتفاقية توأمة منذ 1966.
- ترتبط فيسبادن مع الفاتح باتفاقية توأمة منذ 1969.
- ترتبط نويس مع نوشهر باتفاقية توأمة منذ 1972.
- ترتبط فريدريشسهاين-كرويتزبيرغ مع قاضي كوي باتفاقية توأمة منذ 1986.[52][52][52][52]
- ترتبط بوبلينغين مع برغاما باتفاقية توأمة منذ 1964.[53]
- ترتبط Max-Planck-Gymnasium (München)  [لغات أخرى]‏ مع ثانوية إسطنبول [الإنجليزية]‏ باتفاقية توأمة.
- ترتبط هام مع أفيون قره حصار باتفاقية توأمة.
- ترتبط كولونيا مع إسطنبول باتفاقية توأمة منذ 29 مايو 1963.
- ترتبط إنغولشتات مع مانيسا باتفاقية توأمة منذ 7 مايو 1963.

## منظمات دولية مشتركة
يشترك البلدان في عضوية مجموعة من المنظمات الدولية، منها:
| علم المنظمة | اسم المنظمة                                                | تاريخ انضمام ألمانيا | تاريخ انضمام تركيا |
| ----------- | ---------------------------------------------------------- | -------------------- | ------------------ |
|             | مؤسسة التمويل الدولية                                      | 20 يوليو 1956        | 19 ديسمبر 1956     |
|             | يونسكو                                                     | 11 يوليو 1951        | 4 نوفمبر 1946      |
|             | مجموعة أستراليا                                            | 1985                 | 2000               |
|             | اتحاد المدفوعات الأوروبي ‏                                  | ?                    | ?                  |
|             | مركز تنسيق الحركة في أوروبا ‏                               | ?                    | ?                  |
|             | مجموعة الموردين النوويين                                   | ?                    | ?                  |
|             | العملية المشتركة للاتحاد الأفريقي والأمم المتحدة في دارفور | ?                    | ?                  |
|             | الوكالة الدولية للطاقة                                     | ?                    | ?                  |
|             | مؤسسة التنمية الدولية                                      | 24 سبتمبر 1960       | 22 ديسمبر 1960     |
|             | منظمة التعاون الاقتصادي والتنمية                           | 27 سبتمبر 1961       | ?                  |
|             | المركز الدولي لتسوية المنازعات الاستشارية                  | 18 مايو 1969         | 2 أبريل 1989       |
|             | وكالة ضمان الاستثمار متعدد الأطراف                         | 12 أبريل 1988        | 3 يونيو 1988       |
|             | منظمة حظر الأسلحة الكيميائية                               | 29 أبريل 1997        | ?                  |
|             | المنظمة الأوروبية لسلامة الملاحة الجوية                    | 1960                 | 1989               |
|             | البنك الإفريقي للتنمية                                     | ?                    | ?                  |
|             | الأمم المتحدة                                              | 18 سبتمبر 1973       | 24 أكتوبر 1945     |
|             | الاتحاد الدولي للاتصالات                                   | 1866                 | 1866               |
|             | المنظمة الهيدروغرافية الدولية                              | ?                    | ?                  |
|             | منظمة الشرطة الجنائية الدولية                              | ?                    | ?                  |
|             | مجموعة العشرين                                             | 26 سبتمبر 1999       | ?                  |
|             | منظمة الأمن والتعاون في أوروبا                             | 25 يونيو 1973        | 25 يونيو 1973      |
|             | البنك الدولي للإنشاء والتعمير                              | 14 أغسطس 1952        | 11 مارس 1947       |
|             | الاتحاد البريدي العالمي                                    | 1 يوليو 1875         | ?                  |
|             | حلف شمال الأطلسي                                           | 9 مايو 1955          | 18 فبراير 1952     |
|             | منظمة التجارة العالمية                                     | ?                    | 26 مارس 1995       |
|             | الفريق المعني برصد الأرض                                   | ?                    | ?                  |
|             | بنك التنمية الآسيوي                                        | 1966                 | 1991               |
|             | نظام تحكم تكنولوجيا القذائف                                | 1987                 | 1997               |
|             | مجلس أوروبا                                                | 13 يوليو 1950        | 9 أغسطس 1949       |
|             | اتفاقية السماوات المفتوحة                                  | ?                    | ?                  |

## أعلام
هذه قائمة لبعض الشخصيات التي تربطها علاقات بالبلدين:
- إلهان مانسيز (لاعب كرة قدم تركي، 10 أغسطس 1975[86] – )
- إمري تشان (لاعب كرة قدم ألماني، 12 يناير 1994[87] – )
- إيلكاي غوندوغان (لاعب كرة قدم ألماني، 24 أكتوبر 1990[88] – )
- تاركان (مغني تركي، 17 أكتوبر 1972 – )
- حميد ألتينتوب (لاعب كرة قدم تركي، 8 ديسمبر 1982[89] – )
- سبيل كيكيلي (ممثلة ألمانية، 16 يونيو 1980[90][91] – )
- سيردار تاشي (لاعب كرة قدم ألماني، 24 أبريل 1987[92] – )
- فاتح اكين (مخرج تركي 25 أغسطس 1973[93][94] – )
- فرانز فون بابن (مستشار ألماني، 29 أكتوبر 1879[95][96][97] – 2 مايو 1969[95][96][97])
- محمد شول (لاعب كرة قدم ألماني، 16 أكتوبر 1970[98][99][100] – )
- مريم أوزرلي (ممثلة تركية، 12 أغسطس 1983[101][102] – )
- مسعود أوزيل (لاعب كرة قدم ألماني، 15 أكتوبر 1988[103][104] – )
- ناظم حكمت (شاعر تركي، 15 يناير 1902[105][106] – 3 يونيو 1963[105][106])
- نوري شاهين (لاعب كرة قدم تركي سابق ومدرب حالي، 5 سبتمبر 1988[2][3] – )
- هاكان تشالهان أوغلو (لاعب كرة قدم تركي، 8 فبراير 1994[107] – )
- جنك توسون (لاعب كرة قدم تركي، 7 يونيو 1991[4][5] – )

## وصلات خارجية
- موقع وزارة الخارجية الألمانية
- موقع وزارة الخارجية التركية